# Missões diplomáticas do Kuwait

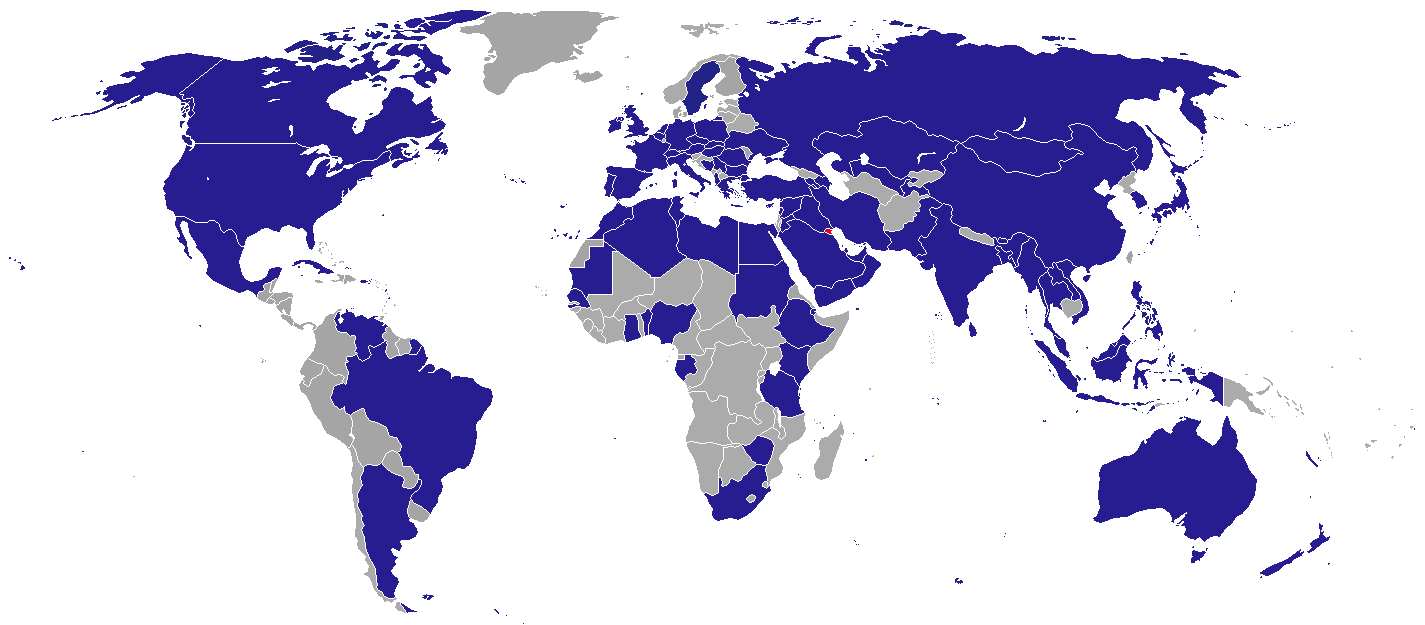
Mapa das missões diplomáticas do Kuwait

Abaixo se encontram as embaixadas e consulados do Kuwait:

## Europa

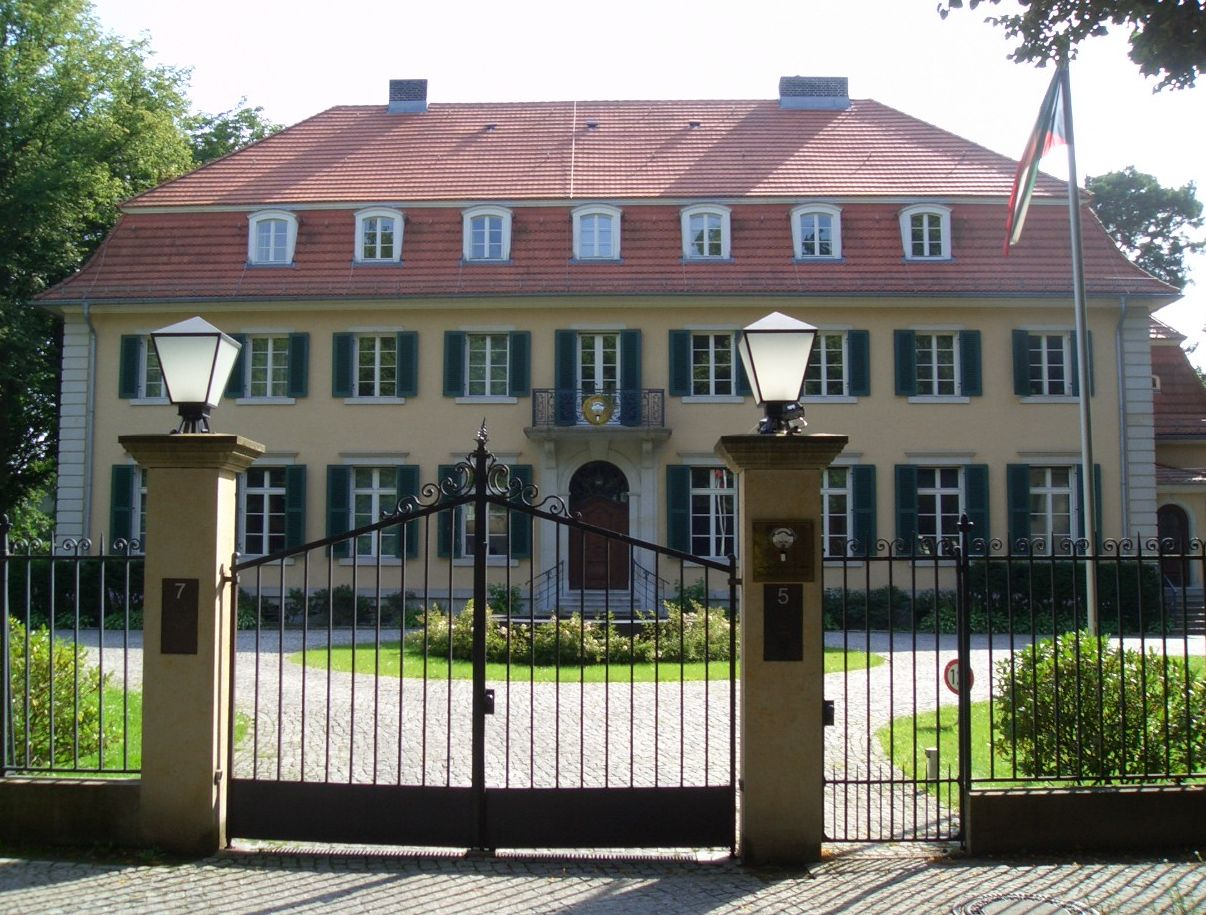
Embaixada do Kuwait em Berlim.

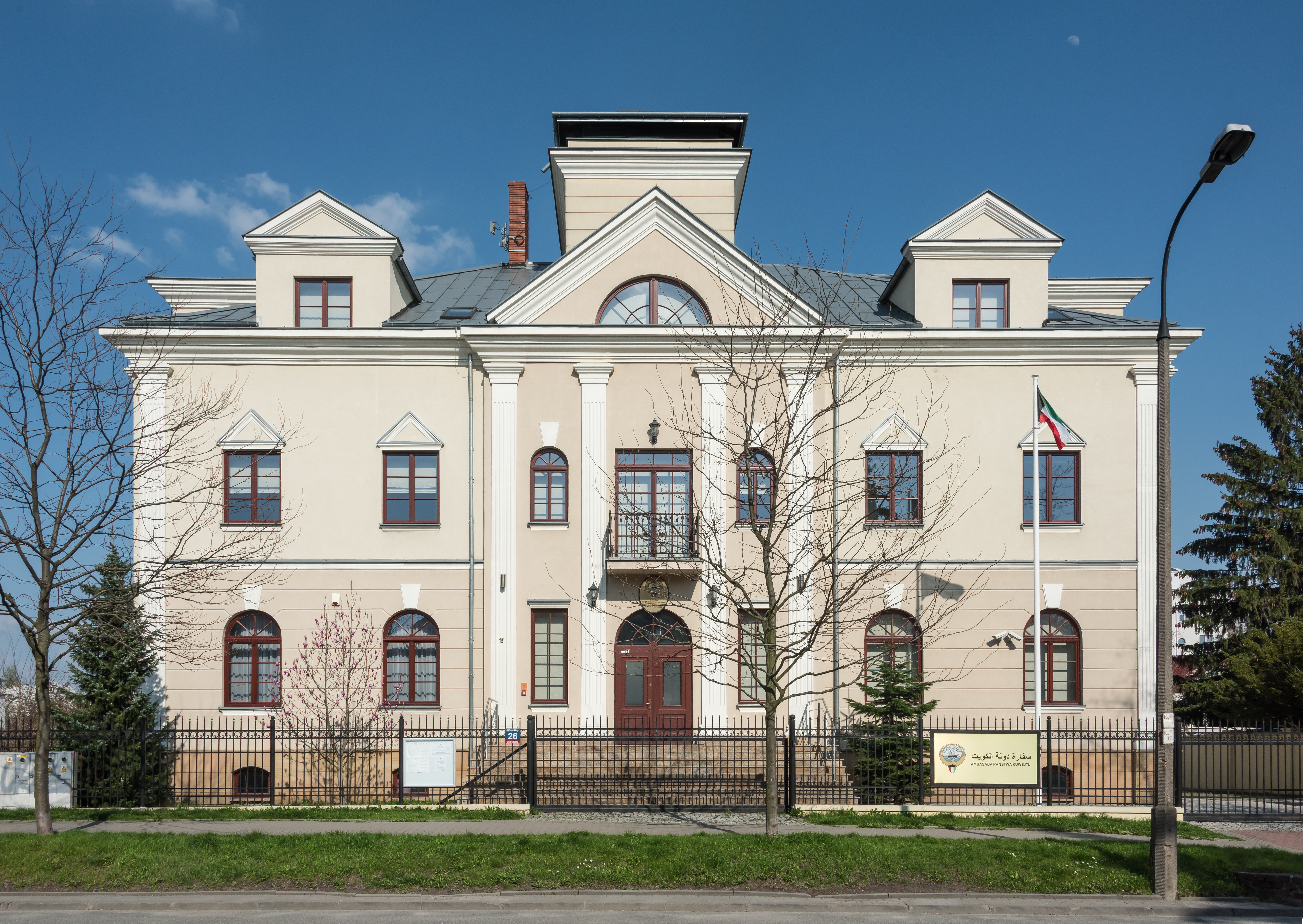
Embaixada do Kuwait em Varsóvia.

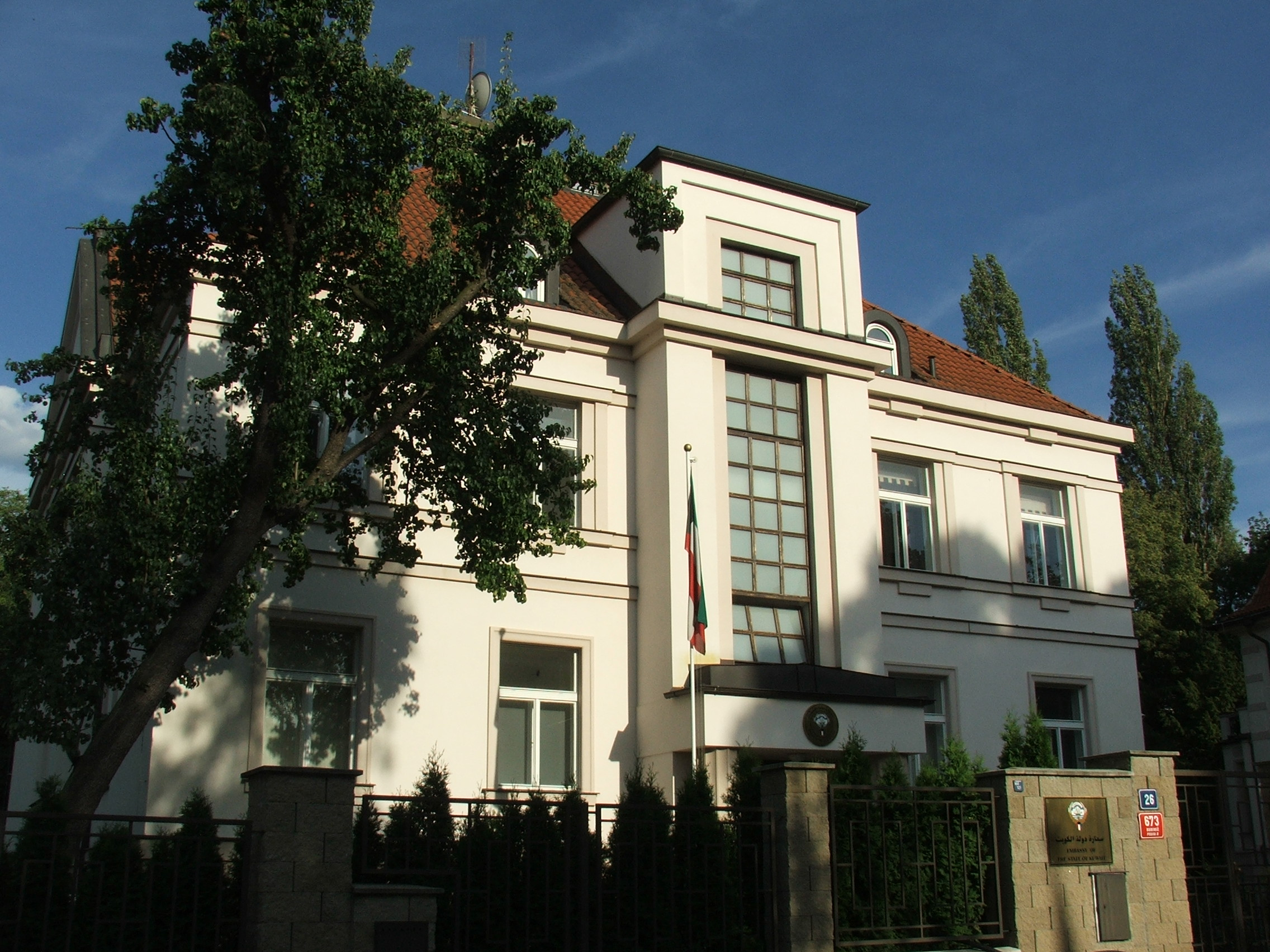
Embaixada do Kuwait em Praga.

- Alemanha
  - Berlim (Embaixada)
- Áustria
  - Viena (Embaixada)
- Bélgica
  - Bruxelas (Embaixada)
- Bulgária
  - Sófia (Embaixada)
- Espanha
  - Madrid (Embaixada)
- França
  - Paris (Embaixada)
- Grécia
  - Atenas (Embaixada)
- Itália
  - Roma (Embaixada)
  - Milão (Consulado)
- Países Baixos
  - Haia (Embaixada)
- Polónia
  - Varsóvia (Embaixada)
- Reino Unido
  - Londres (Embaixada)
- Chéquia
  - Praga (Embaixada)
- Roménia
  - Bucareste (Embaixada)
- Rússia
  - Moscou (Embaixada)
- Suécia
  - Estocolmo (Embaixada)
- Ucrânia
  - Kiev (Embaixada)

## América

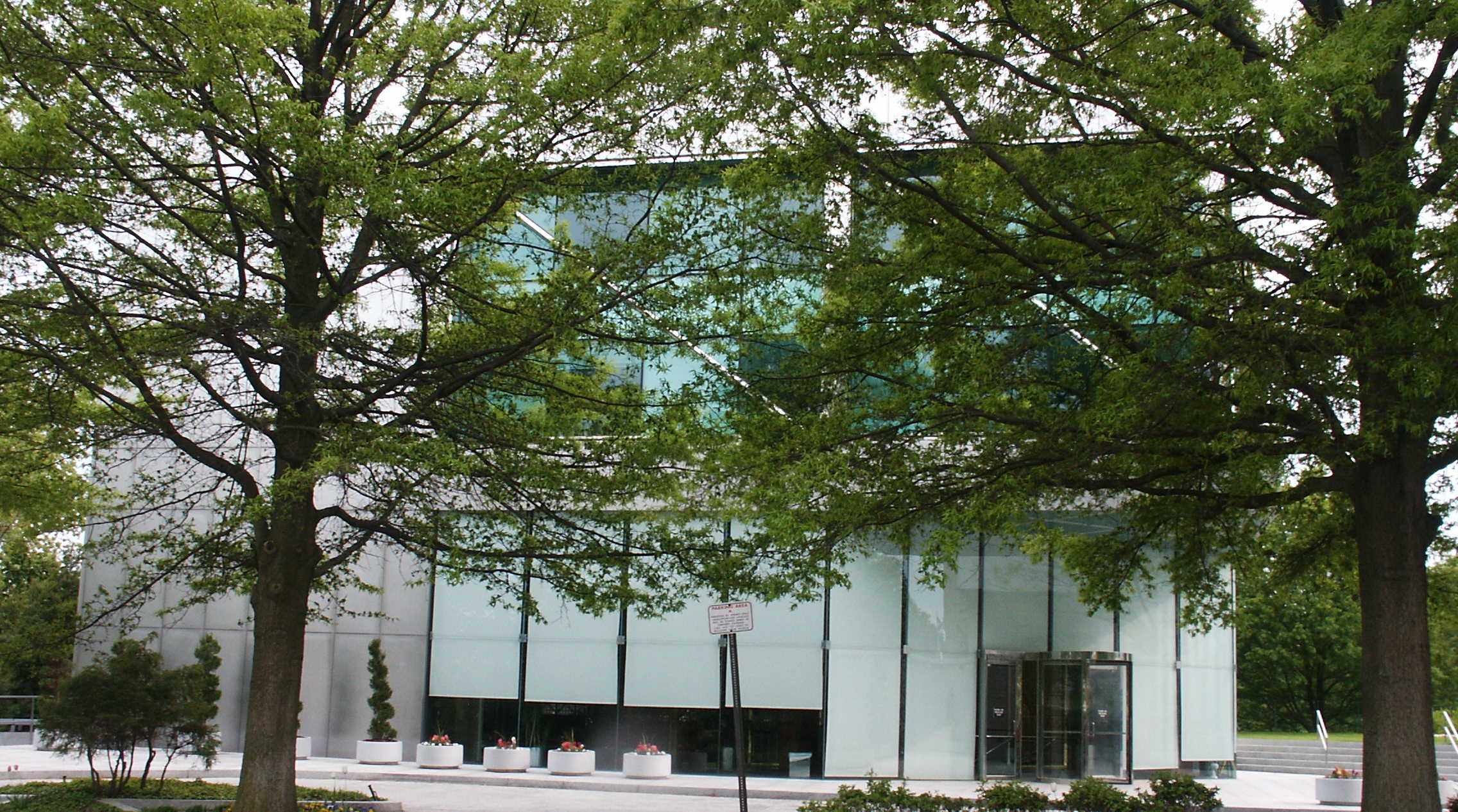
Embaixada do Kuwait em Washington, D.C.

- Argentina
  - Buenos Aires (Embaixada)
- Canadá
  - Ottawa (Embaixada)
- Brasil
  - Brasília (Embaixada)
- Estados Unidos
  - Washington, D.C. (Embaixada)
- México
  - Cidade do México (Embaixada)
- Peru
  - Lima (Embaxaida)
- Venezuela
  - Caracas (Embaixada)
- Chile
  - Santiago (Embaixada)

## Oriente Médio
- Arábia Saudita
  - Riade (Embaixada)
  - Jidá (Consulado)
- Bahrein
  - Manama (Embaixada)
- Emirados Árabes Unidos
  - Abu Dhabi (Embaixada)
  - Dubai (Consulado)
- Irão
  - Teerã (Embaixada)
- Jordânia
  - Amã (Embaixada)
- Líbano
  - Beirute (Embaixada)
- Omã
  - Mascate (Embaixada)
- Catar
  - Doha (Embaixada)
- Síria
  - Damasco (Embaixada)
- Turquia
  - Ancara (Embaixada)
- Iêmen
  - Sana (Embaixada)

## África
- Argélia
  - Argel (Embaixada)
- Egito
  - Cairo (Embaixada)
- Etiópia
  - Addis Abeba (Embaixada)
- Quênia
  - Nairóbi (Embaixada)
- Líbia
  - Trípoli (Embaixada)
- Marrocos
  - Rabat (Embaixada)
- Mauritânia
  - Nouakchott (Embaixada)
- Senegal
  - Dakar (Embaixada)
- África do Sul
  - Pretória (Embaixada)
- Sudão
  - Cartum (Embaixada)
- Tunísia
  - Tunes (Embaixada)
- Zimbabwe
  - Harare (Embaixada)

## Ásia

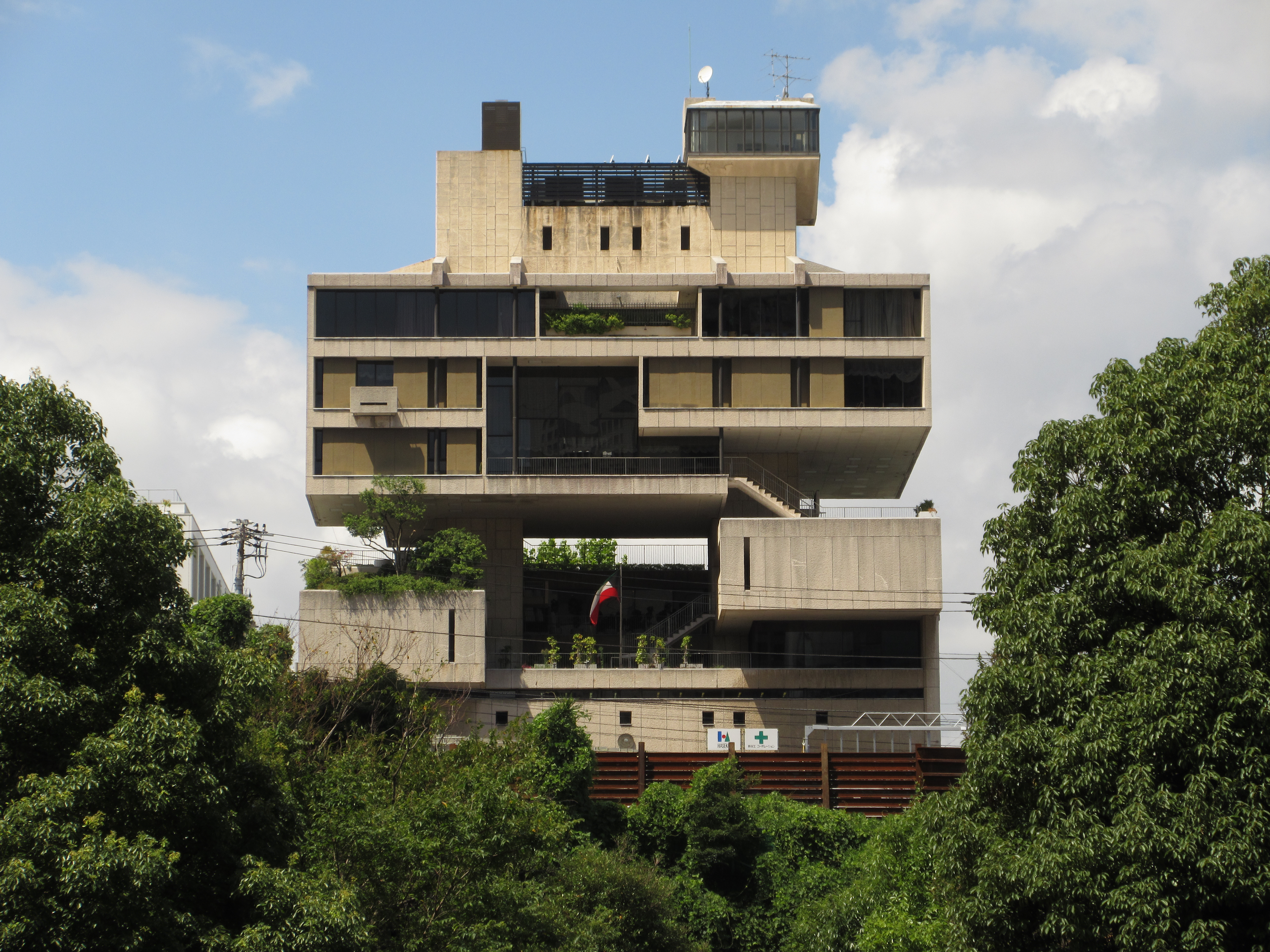
Embaixada do Kuwait em Tóquio.

- Bangladesh
  - Daca (Embaixada)
- China
  - Pequim (Embaixada)
  - Cantão (Consulado-Geral)
- Coreia do Sul
  - Seul (Embaixada)
- Filipinas
  - Manila (Embaixada)
- Índia
  - Nova Deli (Embaixada)
  - Bombaim (Consulado)
- Indonésia
  - Jacarta (Embaixada)
- Japão
  - Tóquio (Embaixada)
- Malásia
  - Kuala Lumpur (Embaixada)
- Paquistão
  - Islamabad (Embaixada)
  - Carachi (Consulado)
- Sri Lanka
  - Colombo (Embaixada)
- Tailândia
  - Banguecoque (Embaixada)
- Uzbequistão
  - Tashkent (Embaixada)

## Oceania
- Austrália
  - Camberra (Embaixada)

## Organizações multilaterais
- - Bruxelas (Missão Permanente do Kuwait ante a União Europeia)
  - Cairo (Missão Permanente do Kuwait ante a Liga Árabe)
  - Genebra (Missão Permanente do Kuwait ante as Nações Unidas e outras organizações internacionais)
  - Nairóbi (Missão Permanente do Kuwait ante as Nações Unidas e outras organizações internacionais)
  - Nova Iorque (Missão Permanente do Kuwait ante as Nações Unidas)
  - Paris (Missão Permanente do Kuwait ante a Unesco)
  - Roma (Missão Permanente do Kuwait ante a Organização das Nações Unidas para Agricultura e Alimentação)
  - Viena (Missão Permanente do Kuwait ante as Nações Unidas)